# Kościół św. Eugenii w Port Saidzie

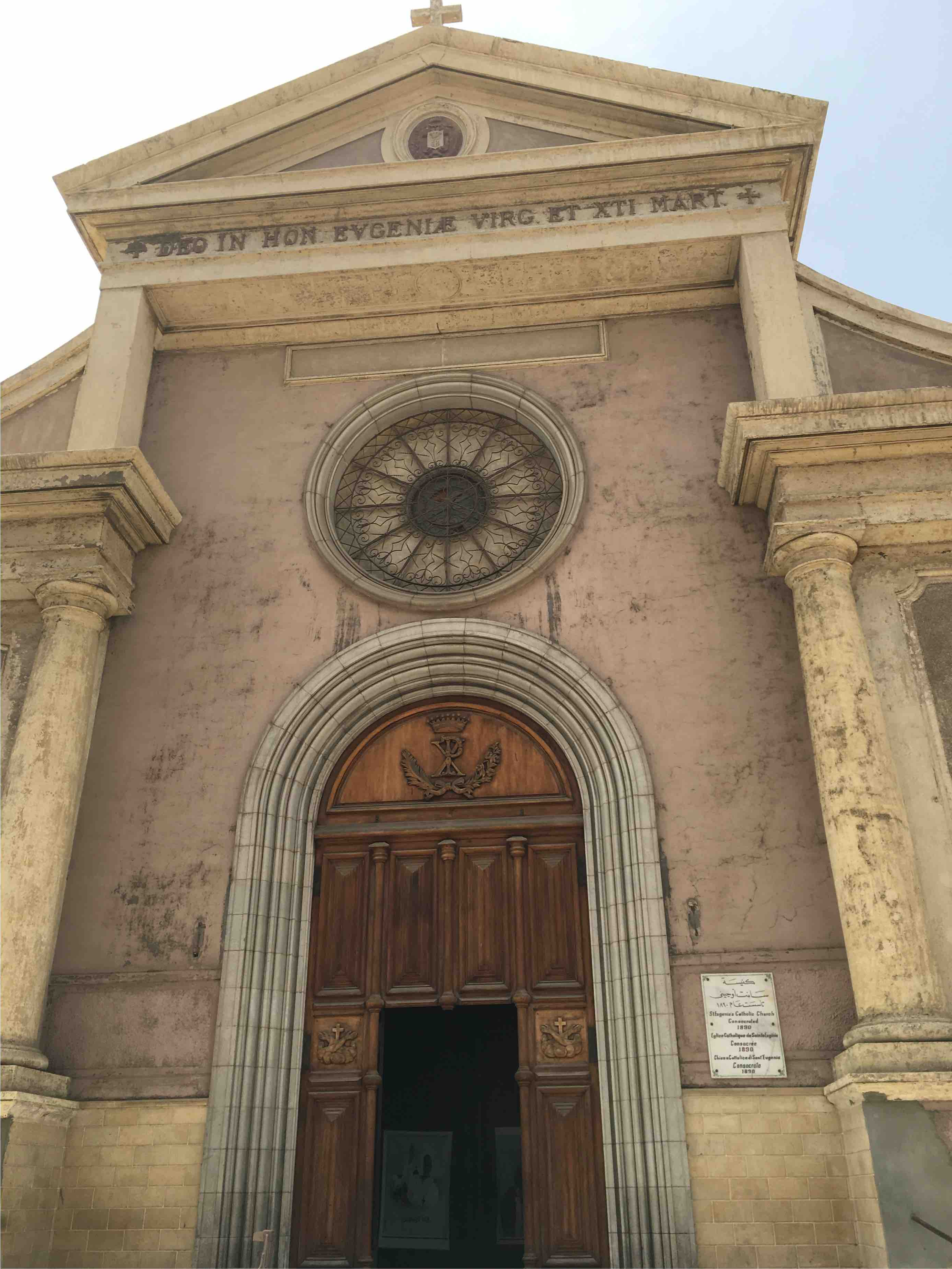
Fasada kościoła

Kościół św. Eugenii w Port Saidzie – koptyjska świątynia zbudowana w stylu europejskim w 1890 w Port Saidzie.
Kościół jest świątynią katolicką (Kościół katolicki obrządku koptyjskiego), obsługiwany przez franciszkanów.
Pierwotny kościół zbudowano z drewna w 1867 lub 1869 roku na terenie podarowanym przez Towarzystwo Kanału Sueskiego franciszkanom pochodzącym z Malty. Kościół miał być przeznaczony m.in. dla maltańskiej społeczności osiedlającej się w nowo budowanym mieście. Według planów przy kościele miała działać przeznaczona dla niej szkoła. W 1890 roku na jego miejscu zbudowano budynek obecny.
Współczesną świątynię zbudowano w stylu europejskim łączącym cechy klasycystyczne i neorenesansowe. Głównym budowniczym był Camilleri, Maltańczyk, przez niektóre źródła uważany za Włocha. Fasada kościoła jest kamienna. Podłogi wykonano z marmuru. Na ścianach wewnątrz znajdują się dekoracje z motywem liści oraz elementów geometrycznych. Znajduje się w nim dziewięć marmurowych ołtarzy, m.in. św. Franciszka z Asyżu i św. Łucji. Ołtarz Matki Bożej z Góry Karmel jest tradycyjnie wykorzystywany przez wiernych pochodzenia maltańskiego. Najstarsze elementy wystroju są datowane na 1886. Użyty do budowy kamień częściowo pochodzi z Malty, sprowadzony jako element balastowy. 
Nowy kościół 19 marca 1890 roku konsekrował delegat apostolski w Egipcie i Arabii Guido Corbelli. Pierwszym proboszczem parafii został Marco Anastasio. 
W 2017 roku kościół wpisano na egipską listę pomników dziedzictwa islamskiego i koptyjskiego. W tym roku został gruntownie wyremontowany ze środków fundacji Pomoc Kościołowi w Potrzebie. Jest określany jako jedna z ważniejszych atrakcji turystycznych rejonu Kanału Sueskiego.

## Wezwanie
Kościół poświęcono św. Eugenii, męczennicy z czasów rzymskiego panowania nad Egiptem. Niektóre źródła piszą o kościele St. Eugene, inne St. Eugénie. Ta druga nazwa jest też na tabliczce przy wejściu do kościoła.